# Маквонаго (Висконсин)
Маквонаго (енгл. Mukwonago) град је у америчкој савезној држави Висконсин.

## Демографија
По попису из 2010. године број становника је 7.355, што је 1.193 (19,4%) становника више него 2000. године.
| Група             | 2000.         | 2010.         |
| Белци             | 5.962 (96,8%) | 6.957 (94,6%) |
| Афроамериканци    | 12 (0,2%)     | 18 (0,2%)     |
| Азијати           | 22 (0,4%)     | 66 (0,9%)     |
| Хиспаноамериканци | 117 (1,9%)    | 234 (3,2%)    |
| Укупно            | 6.162         | 7.355         |